# Mannaz
Mannaz je dvacátá runa germánského futharku prostého. Vyslovuje se jako české M. Její název je překládán jako „člověk“. Význam znaku je buď úzce omezen na jednoho člověka, nebo rozšířen na celé lidstvo. Vztahuje se také ke společenskému řádu, na kterém stojí naše společnost. Runa je vyjádřením zdánlivého paradoxu, kdy každý člověk je součástí lidstva, ale přitom utváří svůj vlastní osud. Symbol naznačuje schopnost jednotlivců pracovat společně pro dosažení blaha celku a také nás povzbuzuje, že v nouzi nám druzí pomohou. Runa je charakteristická pro ty, kteří rádi pečují o jiné. Padne-li Mannaz při věštění, signalizuje velmi široké spektrum významů. Může to být člověk nebo lidstvo. Vztah tazatele k jiným lidem nebo vztah jiných lidí k tazateli. Přátelé nebo nepřátelé. Runa je považována za pozitivní, tudíž její poselství, jakkoliv se může zdát nejasné, bývá většinou kladné.
| Germánský futhark prostý | Germánský futhark prostý | Germánský futhark prostý | Germánský futhark prostý | Germánský futhark prostý | Germánský futhark prostý | Germánský futhark prostý | Germánský futhark prostý | Germánský futhark prostý | Germánský futhark prostý | Germánský futhark prostý | Germánský futhark prostý | Germánský futhark prostý | Germánský futhark prostý | Germánský futhark prostý | Germánský futhark prostý | Germánský futhark prostý | Germánský futhark prostý |
| ------------------------ | ------------------------ | ------------------------ | ------------------------ | ------------------------ | ------------------------ | ------------------------ | ------------------------ | ------------------------ | ------------------------ | ------------------------ | ------------------------ | ------------------------ | ------------------------ | ------------------------ | ------------------------ | ------------------------ | ------------------------ |
| Freyův aett              | Fehu                     | Fehu                     | Uruz                     | Uruz                     | Thurisaz                 | Thurisaz                 | Ansuz                    | Ansuz                    | Raido                    | Raido                    | Kaunaz                   | Kaunaz                   | Gebo                     | Gebo                     | Wunjo                    | Wunjo                    |                          |
| Hagalaz aett             | Hagalaz                  | Hagalaz                  | Nauthiz                  | Nauthiz                  | Isa                      | Isa                      | Jera                     | Jera                     | Eihwaz                   | Eihwaz                   | Pertho                   | Pertho                   | Algiz                    | Algiz                    | Sowulo                   | Sowulo                   |                          |
| Týrův aett               | Teiwaz                   | Teiwaz                   | Berkana                  | Berkana                  | Ehwaz                    | Ehwaz                    | Mannaz                   | Mannaz                   | Laguz                    | Laguz                    | Inguz                    | Inguz                    | Othila                   | Othila                   | Dagaz                    | Dagaz                    |                          |